# Semaeopus directilinea
Semaeopus directilinea là một loài bướm đêm trong họ Geometridae.